# Onesia melinda
Onesia melinda är en tvåvingeart som först beskrevs av Charles Howard Curran 1929.  Onesia melinda ingår i släktet Onesia och familjen spyflugor. Inga underarter finns listade i Catalogue of Life.